# Si Dios fuera mujer
Si Dios fuera mujer es una película documental colombiana de 2021 dirigida por Angélica Cervera, estrenada en las salas de cine del país el 7 de julio de 2022.

## Sinopsis
Laura es una niña transexual colombiana de nueve años que vive con su familia de inmigrantes en la localidad española de Alfaz del Pi. La directora Angélica Cervera es prima de Laura y decidió contarle su historia al mundo mediante este documental, el cual retrata el paso a paso de su transformación del niño llamado Óscar a la niña que es en estos momentos.

## Premios y reconocimientos
En el Festival Internacional de Cine de Bogotá de 2021 obtuvo una nominación en la categoría Premio del Público El Espectador, y en el Sheffield DocFest realizado el mismo año su directora ganó el premio Youth Jury Award y consiguió una nominación en la categoría de Mejor Ópera Prima.